# قصية
قصية هي قرية سورية جبلية تتبع ناحية وادي العيون في منطقة مصياف بمحافظة حماة، يبلغ عدد سكانها 2,900 نسمة. تقع القرية على سفح أحد الجبال، وترتفع عن سطح البحر حوالي 950 متراً، ويقع هذا الجبل في الجهة الشرقية من جبال الساحل السوري. تبعد القرية عن البحر 34 كم، إذ يمكن رؤية البحر من أعلى جبلها، كما يمكن رؤية المنطقة الداخلية من سوريا مثل مدن حمص و مصياف من الجهة الشرقية للقرية، وتحديداً من جبل زيتون.
تبعد قصية عن مدينة مصياف حوالي 12 كم وعن الدريكيش 15 كم، وتحدها قرى عديدة مثل قريتي بريزة والبيرة جنوباً والسنديانة والمعيصرة شمالاً وقرية بشاوي والطمارقية المرحة غرباً والمجوي والفندارة شرقاً.

## الجغرافيا والمناخ
تشكل الغابات والأحراج حوالي 40% من أراضي قرية قصية، وهي من الغابات السورية متوسطية النوع، وأما المنطقة المحيطة بها فهي جبلية، حيث أن المناخ شديد البرودة شتاءً، وتكثر الثلوج في فصل الشتاء وقد تصل الحرارة في بعض الأيام إلى أقلَّ من 10 درجات تحت الصفر، فيما تكون معتدلة صيفاً حيث تتراوح الحرارة بين 22 إلى 28.

## التاريخ
يرجع تاريخ قصية إلى أكثر من 600 سنة، حيث أصبحت منطقة استقرارٍ لبعض السكان. كثرت الهجرة منها في نهايات القرن التاسع عشر الميلادي وبدايات القرن العشرين الميلادي إلى أمريكا الجنوبية وخاصة الأرجنتين، وقطن معظم المهاجرين في مدينة السلطة الأرجنتينية، أما الهجرة الثانية فكانت داخلية وبدأت من الخمسينات، وما زالت مستمرة حتى الآن وكانت باتجاه المدن السورية مثل دمشق و حمص و السلمية و طرطوس و حلب و مصياف، وذلك بحثاً عن فرص العمل أو للالتحاق بالوظائف العامة أو الشركات والمؤسسات المختلفة أو للأعمال التجارية.

## روابط خارجية
- قصية موقع قرية قصية الجغرافي على ويكيمابيا.